# Andrenosoma bayardi
Andrenosoma bayardi là một loài ruồi trong họ Asilidae. Andrenosoma bayardi được Séguy miêu tả năm 1952. Loài này phân bố ở vùng Cổ Bắc giới.